# قسم جفال الريفي
قسم جفال الريفي (بالفارسية: دهستان جفال) هي قسم تقع في إيران في القسم المركزي. يقدر عدد سكانها بـ 17,849 نسمة .